# Copa Mohamed V 1974
La Copa Mohamed V 1974 fue la undécima edición del Trofeo Mohamed V. La competición de clubes se disputó en Casablanca, Marruecos. La disputaron 2 clubes invitados de la UEFA y de la Conmebol, y el Raja Béni-Mellal, campeón de la liga marroquí. La copa fue ganada por Peñarol, que venció en la final por 1 a 0 al Ruch Chorzów.

## Equipos participantes
En cursiva los debutantes.
| Confederación | País                    | Equipo           | Vía de clasificación                                  |
| ------------- | ----------------------- | ---------------- | ----------------------------------------------------- |
| CAF           | Marruecos (Organizador) | Raja Béni-Mellal | Campeón de la Campeonato Nacional de Fútbol (1973-74) |
| Conmebol      | Uruguay                 | Peñarol          | Invitado                                              |
| UEFA          | Polonia                 | Ruch Chorzów     | Invitado                                              |

## Desarrollo
Nota: El equipo polaco accedió a la final directamente.
|  | Semifinales      | Semifinales |              |         | Final | Final |  |
|  |                  |             |              |         |       |       |  |
|  |                  |             |              |         |       |       |  |
|  | Peñarol          | 3           |              |         |       |       |  |
|  | Peñarol          | 3           |              |         |       |       |  |
|  | Raja Béni-Mellal | 0           |              |         |       |       |  |
|  | Raja Béni-Mellal | 0           |              | Peñarol | 1     |       |  |
|  |                  |             |              | Peñarol | 1     |       |  |
|  |                  |             | Ruch Chorzów | 0       |       |       |  |
|  | Ruch Chorzów     | -           | Ruch Chorzów | 0       |       |       |  |
|  | Ruch Chorzów     | -           |              |         |       |       |  |
|  | Libre            | -           |              |         |       |       |  |
|  | Libre            | -           |              |         |       |       |  |
|  |                  |             |              |         |       |       |  |

| Bandera de Uruguay        |
| Campeón Peñarol 1° título |

## Estadísticas
| Pos. | Equipo           | Pts | PJ | PG | PE | PP | GF | GC | Dif. | Rend. |
| ---- | ---------------- | --- | -- | -- | -- | -- | -- | -- | ---- | ----- |
| 1    | Peñarol          | 4   | 2  | 2  | 0  | 0  | 4  | 0  | 4    | 100%  |
| 2    | Ruch Chorzów     | 0   | 1  | 0  | 0  | 1  | 0  | 1  | -1   | 0%    |
| 3    | Raja Béni-Mellal | 0   | 1  | 0  | 0  | 1  | 0  | 3  | -3   | 0%    |